# Южни славяни
Южни славяни (истор. славини) е общо название за съвременните славянски народи, населяващи най-вече Балканския полуостров - българи, сърбохървати (сърби, хървати, бошняци, черногорци) и словенци. Южните славяни в средновековни източници са наричани славини, склавини, словени, но етнонимът е въобще за всички славяни.

## Заселване на славяните на Балканския полуостров
Разселването на славяните от прародината им започва през II век и приключва към VI – VII век. При разселването си славяните са отделни племена, което свидетелства, че още в прародината им е съществувала известна диалектна и племенна диференциация между им. Общославянското езиково единство фактически престава да съществува през VI – VII век.
Заселването на славяните на Балканския полуостров започва преди V век. Сведения за това се откриват у византийските писатели-историци Прокопий Кесарийски и Йоан Ефески. Славяните заселват до VII век постепенно целия Балкански полуостров, като стигат до Пелопонес и егейските острови.
Заселването на славяните на Балканския полуостров няма характер на мирна колонизация. Славянските племена се намират във фаза на военна демокрация и нахлуват на Балканския полуостров, като първоначално вършат нападения за плячка, а впоследствие усядат на овладените земи. Срещат слаб отпор поради постоянните войни на Византия с перси, араби и др. Така славяните постепенно плътно заселват Балканския полуостров в компактна маса.
Заселването на славяните на Балканския полуостров в общи линии става на две главни вълни. Разселването започва още през IV век. 

Първата голяма вълна включва голямата група славяни (т.н. Славини), идващи от централната част на старите славянски земи и друга група славяни, познати под името анти, идващи от източната част на старите славянски земи. Двете групи заселват областите на днешните Молдова и Бесарабия, Румъния, югоизточна Унгария, Сърбия, България, Северна Македония, Гърция. Още през 6 век тези славяни заселват компактно територията на днешна Румъния и са прехвърлят южно от Дунав. Запазена и до днес е богатата славянска топонимия в днешна Румъния, както и многобройните славянски заемки в румънски и унгарски. Това заедно с наличието на рефлекс št < *tj, *kti и žd < dj. свидетелства, че славяните, които са ги оставили, са предци на българските славяни. Първото отбелязано в историята славянско нападение през Дунав вероятно през 519 г. е извършено от антите по време на император Юстин I (518–527 г.) Теофилакт Симоката в началото на 7 век нарича земите, населени от тези славяни, Склавиния (Σκλαβηνία), според византийското название на първите от тези славяни – склавини.
Втора голяма вълна се осъществява от трета група славяни идващи от западната част на старите славянски земи познати под името Венеди, се настанява през 6 – 7 век в северната част на днешна Унгария и в Панония. Те са предците на днешните словенци, хървати, сърби, черногорци и бошняци. Тези славяни минават през Западните Карпати и достигат до Източните Алпи, откъдето се спускат на юг и се смесват със славянските племена, идващи откъм Черно море. Втората вълна славяни, преселили се на юг, внася двойственост в южния праславянски макродиалект, чиито следи са запазени и в днешните южнославянски езици.
През 7 век южните славяни стават преобладаващото население на Балканския полуостров. Постепенно те заемат плътно Мизия, Тракия, Родопите, Беломорието, някои от егейските острови и цяла Македония, която през 7 и 8 век също била наричана Склавиния. Южните славяни заселват и днешна Албания, адриатическия бряг на днешна Гърция и дори Пелопонес. Славяни са заселени и в предна Мала Азия.

### Обособяване на южнославянски групи
Нееднородният произход, както и различното време на заселване на южните славяни на Балканския полуостров обуславят обособяването на три племени групи, от които в периода 7 – 9 век се образуват главните племенни общости: Българска група (наричана в научната литература понякога и източна група), Западна (или сърбо-хърватска) група и Северозападна (словенска) където южнославянските народи чрез славянското племе на Хорутаните населявали цяла Каринтия се преливат в Западните славяни.
От 7 до 10 век източната южнославянска (българската) племенна група последователно става част от Първата българска империя и образува заедно с прабългарите и остатъците от траки, готи и пр. българската народност през средновековието, а славянският език става официален в голямата държава. През същото време при южни славяни от западната група (като сърби и хървати) са поставени наченките на средновековна държавност, чието начало не е изяснено от историческата наука задоволително. Северозападните южнославянски княжества (дн. Словения) са подчинени от аварите, към 791 – 796 г. те са покорени от Карл Велики, включени във Франкската империя и християнизирани от Рим. Южните славяни говорят близък, но не и общ славянски диалект, макар че техните диалекти могат да бъдат групирани в един общ южен праславянски макродиалект, от който произлизат днешните южнославянски езици. С разцвета на българската култура и държавност източната част от западните южнославянски племена (дн. сърби) попадат под силното ѝ езиково и културно влияние, като от 9 до 11 век те са част от нея, така официалният език на църквата и властта през средновековието в тези земи е фактически старобългарски, което остава трайни характеристики и в народностния говор. В Хърватия по адриатическото крайбрежие глаголицата съставената на основа на старобългарския език се запазва като азбука чак до края на 19 век. Днес тя още се използва там в църковнославянския, а също и като локално писмо на католическата епархия Крижевци в Хърватия.

## Ползвана литература
- Цветана Романска, Славянските народи, второ издание, С. 1977
- Увод в изучаването на южнославянските езици, БАН, С. 1986